# بیرکرید
بیرکرید (به لاتین: Birkerød) یک منطقهٔ مسکونی در دانمارک است که در Rudersdal Municipality واقع شده‌است. بیرکرید ۹٫۱۲ کیلومتر مربع مساحت و ۲۰٬۸۲۳ نفر جمعیت دارد و ۵۰ متر بالاتر از سطح دریا واقع شده‌است.